# Podarcis guadarramae
Podarcis guadarramae — вид ящірок родини справжніх ящірок (Lacertidae). Один із 28 видів роду. Ендемік Іспанії. Мешканець середземноморських гірських ландшафтів.

## Етимологія
Наукова назва роду походить від грец. ποδαρκής = швидконогий.
Вид названий за типовою місцевістю.
Назва на інших мовах: Guadarrama Wall Lizard (англ.; дослівно «стінна ящірка гуадаррамська»).

## Опис

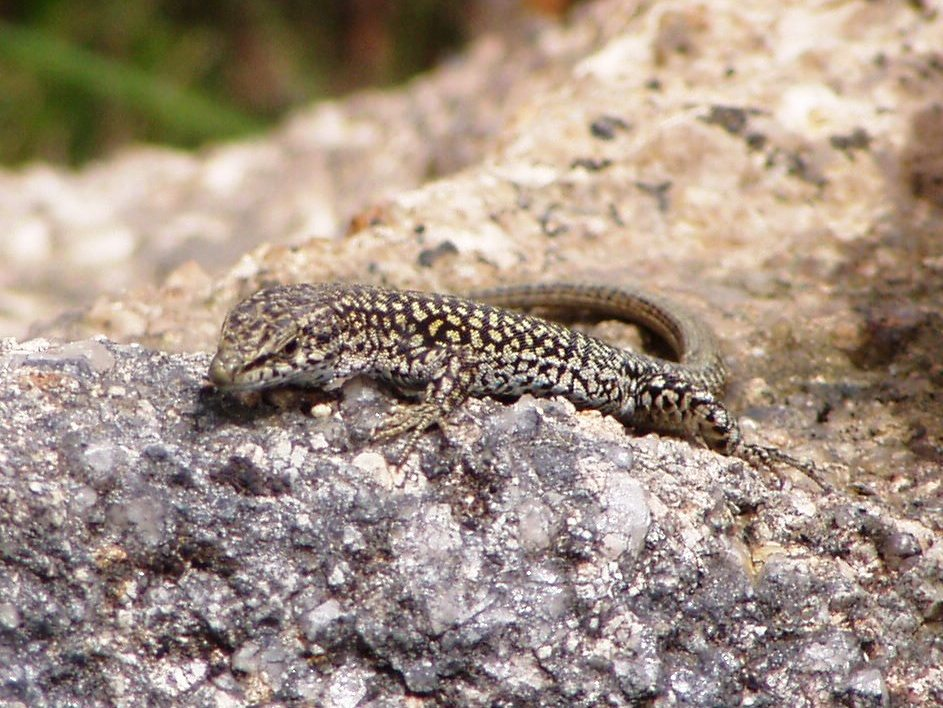

Середня за розмірами стінна ящірка, із струнким тілом до 20 см завдовжки (L. + L.cd.). Довжина тіла від кінчика морди до клоаки (L.) в самців до 65 мм (зазвичай близько 55 мм), у самиць — до 59 мм (зазвичай близько 50 мм). Хвіст (L.cd.) вдвічі  перевищує довжину тулуба з головою. Самці більші за самиць. Голова висока, пірамідальна. Навколо середини тулуба (Sq.) у самців 52—72 лусок, у самиць — 48—68 лусок.  Стегнових пор (P.fm.)у самців 15—23, у самиць — 15—20.
Верхня сторона тіла зазвичай забарвлена в коричневі кольори, рідко з домішкою зеленого, з густим плямистим і крапчастим темним візерунком у самців і помірно смугастим у самиць. Досить часто трапляються темнозабарвлені особини. Спинно-бокові смуги бліді, завжди присутні в самиць. У самців вони часто відсутні й замість них уздовж боків тягнуться ряди витягнутих темних плям,  що відрізняє їх від більшості інших видів стінних ящірок в межах свого ареалу або поруч із ним. Уздовж хребта тягнеться вузька зелена смуга, особливо помітна у високогірних і західних популяцій, часто вона зовсім відсутня або помітна тільки у передній частині тіла. Нижня сторона ніколи не жовтіє.

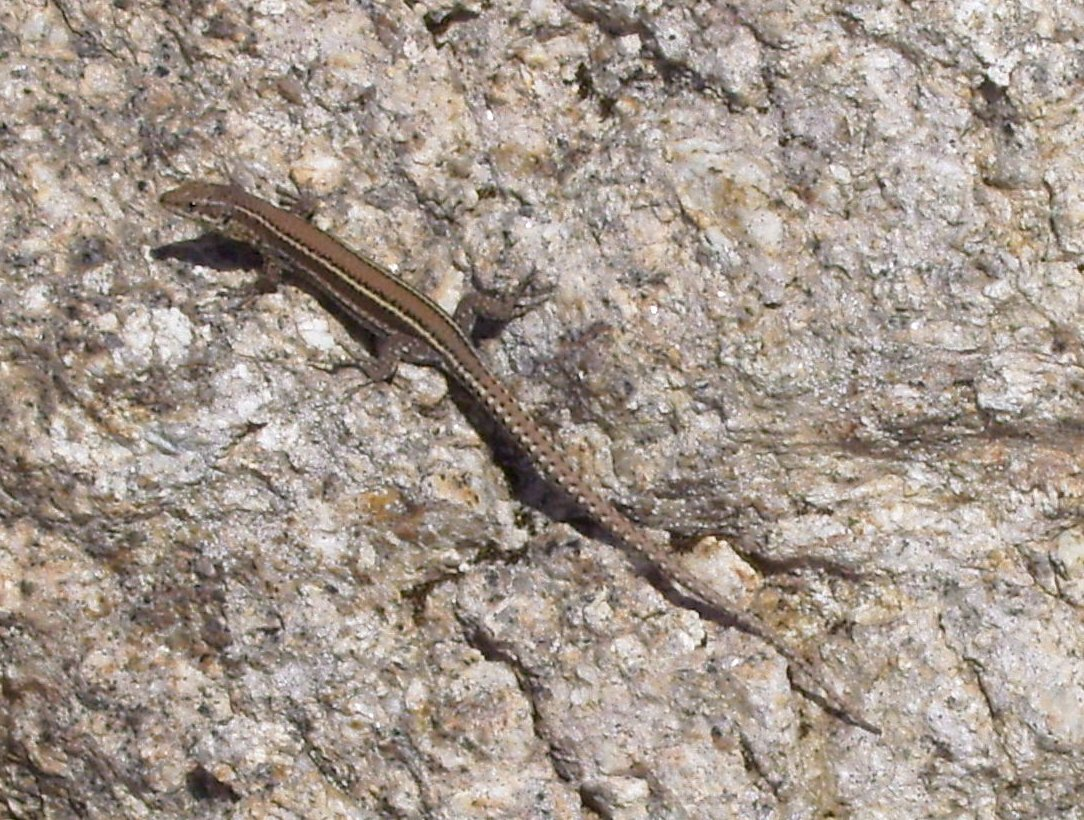
Самиця Podarcis guadarramae

Від інших стінних ящірок найкраще відрізняється за формою голови, дуже плямистим і крапчастим, зазвичай темним, забарвленням на спині й боках. Поза сезоном розмноження при відсутності зеленого кольору у забарвленні самців ідентифікація Podarcis guadarramae утруднена. Теж саме стосується самиць, яких дуже важко відрізняти від інших видів стінних ящірок.

## Поширення
Ендемік Іспанії. Вид поширений в центральних районах Західної Іспанії (гори Центральної гірської системи, включаючи Сьєррас-де-Гвадаррама, Бехар, Гредос, Пенья-де-Франсія та Гата та менші гірські масиви навколо цих головних масивів, а також на кременястих рівнинах з сосновими лісами на північ від гір Центральної системи). Типова місцевість: село Лозоя, Сьєрра-де-Гвадаррама (провінція Мадрид). Ареал Podarcis guadarramae частково перекривається із ареалами Podarcis bocagei, Podarcis carbonelli і Podarcis muralis. 

## Особливості біології
Населяє різноманітні середземноморські гірські ландшафти до висоти 2000 м над рівнем моря, віддаючи перевагу добре освітленим скелястим ділянкам та нагромадженням великих валунів. Часто трапляється на околицях селищ і міст на стінах для скелелазіння, а також на стінах старих будівель у розвалинах. Ящірки рідко потрапляють на очі на землі і звичайно тримаються на скелястих поверхнях. Іноді вони ведуть наземний спосіб життя у районах, де немає конкуренції з іншими стінними ящірками (особливо в розріджених соснових лісах) 
Podarcis guadarramae належить до яйцекладних плазунів. В період розмноження самці ревно охороняють свої індивідуальні ділянки, оглядаючи їх із високих предметів. Парування відбувається в березні — квітні. Самиці протягом літа можуть відкладати до двох кладок по 2—9 яєць.
Живиться переважно комахами, а також іншими дрібними безхребетними.

## Охорона
Стан більшості природних популяцій виду в межах ареалу залишається більш-менш стабільним. Саме тому він, згідно з Червоним списком МСОП, отримав охоронний статус «відносно благополучний вид». Немає відомих загроз для цього виду. Стінна ящірка гуадаррамська відмічена на кількох природоохоронних територіях Іспанії..

## Систематика
Один із 28 видів роду стінних ящірок (Podarcis).
Нещодавно проведені молекулярно-морфологічні дослідження стінної ящірки іспанської призвели до поділу виду Podarcis hispanicus complex на кілька самостійних видів, які еволюційно виокремились у різний історичний час. Виходячи з морфології, одним із перших видів, який відокремився від комплексу, був Podarcis guadarramae
Деякі герпетологи в межах виду виділяють 2 підвиди, зокрема Podarcis guadarramae guadarramae і Podarcis guadarramae lusitanicus, вважаючи, що ареал останнього охоплює також східні райони Португалії.
На одній території можуть траплятись представники 2—3 видів комплексу, що характерно і для  Podarcis guadarramae. Тому видова ідентифікація в межах комплексу в польових умовах залишається складною справою. Адже як самиць, так і молодих особин часто важко, якщо не неможливо, розрізнити. Тому герпетологи зосереджують свою увагу на дорослих самцях. Більшість індивідів демонструють високі показники контрастності забарвлення й кольорових візерунків протягом весни та на початку літа, тоді, як восени і взимку самці й самиці можуть виглядати блідими або навіть бути однорідного кольору, що може дуже ускладнювати їх видову ідентифікацію.